# 中国人民解放军空军漳州指挥所
中国人民解放军空军漳州指挥所，位于福建省漳州市，隶属中国人民解放军东部战区空军。

## 沿革
1960年2月，中国人民解放军空军福州指挥所在福建省福州市组建。同年6月，福州指挥所与驻晋江的中国人民解放军福州军区空军机关对调，福州军区空军机关移防福州，原福州指挥所移防晋江并改称中国人民解放军空军晋江指挥所。1962年6月21日，空军晋江指挥所改组为中国人民解放军空军第八军，隶属福州军区空军建制。后移驻福建漳州。1970年5月，空军第八军军部调驻江西南昌，由福州军区空军抽调干部在漳州组建福州军区空军辅助指挥所，为福州军区空军派出机构，以接替空军第八军的防务。1973年8月，空军第八军调回漳州。1976年4月，驻漳州的空军第八军撤销。暂由一个精干的指挥班子作为福州军区空军派出的福州军区空军辅助指挥所，担负闽南地区空军部队作战指挥任务。1978年8月，漳州的福州军区空军辅助指挥所正式列编，称中国人民解放军空军漳州指挥所。1985年9月，在百万大裁军中，空军漳州指挥所撤销。1990年代末，重新组建中国人民解放军空军漳州指挥所，副师级。在2016年深化国防和军队改革前，空军漳州指挥所隶属中国人民解放军南京军区空军。2016年转隶中国人民解放军东部战区空军。

## 历任领导
| 司令员 - 夏伯勋（1978年10月—1980年1月，主任） - 李兰茂（1980年1月—1983年5月，主任） - 张振昌（1983年5月—1985年8月，主任） …… - 李弘 空军大校（？—？） - 王俊飞 空军大校（？—？） - 尹伟 空军大校（2014年—） | 政治委员 - 曾冠民（1980年2月—1983年5月） - 韩宝锦（1983年5月—1984年9月） - 金恭（1984年9月—1985年8月） …… - 时本训 空军大校（？—？） - 朱传法 空军大校（2014年—） |